# Бараттьеро, Николо
Николо Бараттьеро (итал. Nicolò Barattiero; Бергамо — 1181) — итальянский архитектор, работавший в Венеции.
При доже Витале II Микьеле (1156—1172) вместе с Бартоломео Мальфатто (итал. Bartolomeo Malfatto) построил колокольню собора Святого Марка. Для этого он придумал систему поднимания материалов наверх.
При доже Себастиано Дзиани (1172—1178) построил колонны Святого Марка и Святого Теодора — две больших колонны, красную и серую, на пьяцетте Святого Марка. По легенде, в знак признания его мастерства власти разрешили Бараттьеро провести азартную игру между этими колоннами.
При том же доже или следующем, Орио Мастропьетро (1178—1192), Бараттьеро построил мост Риальто, до этого создававшийся временно на лодках, на постоянной основе, на опорах.